# Рише, Жан-Батист
Жан-Батист Рише (Jean-Baptiste Riché; 1780 — 27 февраля 1847) — генерал гаитянской армии. Президент Гаити в 1846—1847 годах.
Рише родился в семье сержанта колониальной полиции и, возможно, служил в повстанческой армии. Участвовал в Гаитянской революции 1801 года. После обретения страной независимости в 1803 году Рише присоединился к силам под руководством Анри Кристофа, который в 1807 году присвоил Рише звание генерала и назначил своим заместителем. Во время гражданской войны между сторонниками Кристофа и Петиона Рише сыграл важную роль в победе первого в битве под Сибертом 1 января 1807 года. Во время осады Порт-о-Пренса в 1811 году Рише командовал левым крылом армии Кристофа. Преданный офицер, Рише быстро стал одним из наиболее доверенных командиров Анри Кристофа и, как следствие, получил в подчинение Северную провинцию Гаити, где успешно боролся с выступлениями мулатского населения.
После отстранения Кристофа от власти в 1820 году Рише поддержал новое правительство, что позволило ему получить должность в кабинете Жана-Пьера Буайе. Он сохранял за собой пост до того, как к власти в 1845 году пришел Жан-Луи Пьеро. Последний попытался реформировать правительство, в результате чего «буайеристы» возбудили восстание в Порт-о-Пренсе и департаменте Артибонит в 1846 году. 1 марта того же года повстанцы провозгласили Рише президентом Гаити. Одним из первых указов Рише на посту президента стало восстановление конституции Гаити 1816 года.
На посту президента Рише не оправдал надежд «буайеристов», которые видели в его лице своего рода марионетку. Вскоре президент Рише предложил те же реформы, которые надеялся провести его предшественник. Вероятно, эти действия Рише повлекли за собой его смерть 27 февраля 1847 года от, вероятно, отравления, хотя это никогда не было доказано.
После смерти Рише пост президента занял Фостен-Эли Сулук, который позже провозгласил себя императором Фостеном I.